# Міран Марічич
Міран Марічич (17 червня 1997 , Б'єловар ) — хорватський стрілець, бронзовий призер Олімпійських ігор 2024 року.

## Виступи на Олімпіадах
| Олімпіада  | Дисципліна                            | Місце |
| ---------- | ------------------------------------- | ----- |
| Токіо 2020 | пневматична гвинтівка, 10 метрів      | 25    |
| Токіо 2020 | гвинтівка з трьох положень, 50 метрів | 6     |
| Париж 2024 | пневматична гвинтівка, 10 метрів      | 3     |
| Париж 2024 | гвинтівка з трьох положень, 50 метрів | 26    |

## Зовнішні посилання
- Міран Марічич на сайті ISSF (англійська)
- Міран Марічич на сайті Olympics.com (англійська)
- Міран Марічич на сайті Olympedia (англійська)